# Rue Lucien-et-Sacha-Guitry
La rue Lucien-et-Sacha-Guitry est une voie du 20e arrondissement de Paris, en France.

## Situation et accès
La rue Lucien-et-Sacha-Guitry est une voie publique située dans le 20e arrondissement de Paris. Elle débute au 47, cours de Vincennes et se termine au 48, rue de Lagny.

## Origine du nom
Elle porte le nom de l'acteur Lucien Germain Guitry (1860-1925), et celui de son fils, l'acteur et auteur Sacha Guitry (1885-1957).

## Historique
Cette voie est ouverte par la Ville de Paris sous le nom de « rue Lucien-Guitry » sur l'emplacement de l'ancienne usine à gaz de Saint-Mandé en 1934. Elle prend sa dénomination actuelle par un arrêté du 2 avril 1969.